# Gentianopsis lanceolata
Gentianopsis lanceolata är en gentianaväxtart som först beskrevs av George Bentham, och fick sitt nu gällande namn av Hugh Hellmut Iltis. Gentianopsis lanceolata ingår i släktet strandgentianor, och familjen gentianaväxter. Inga underarter finns listade i Catalogue of Life.